# Saviana Stănescu
Saviana Stănescu (n. 1967, București, România) este un dramaturg american contemporan de origine română.

## Biografie
În studenție, a făcut parte din Cenaclul Universitas, condus de profesorul Mircea Martin. După căderea comunismului în România, a devenit jurnalist. S-a stabilit la New York, în Statele Unite ale Americii. În prezent este dramaturg-rezident în cadrul Women’s Project și scriitor-rezident al al companiei East Coast Artists. Predă cursuri de artă dramatică în cadrul Departamentului Dramă al Tisch School of the Arts, la Universitatea New York.

## Operă - Piese jucate pe diferite scene ale lumii
- Infanta. Mod de întrebuințare, în regia lui Radu Afrim la Teatrul Ariel din Târgu Mureș
- Black Milk, în regia lui Radu Afrim
- Apocalipsa gonflabilă - Premiul Uniter pentru cea mai buna piesă in anul 2000
- I-Migrant in New York
- Suspendida, montată la Teatrul Ontological, New York
- Waxing West, premiată în 2007, cu New York Innovative Theatre Award for Outstanding Full-length Script
- YokastaS Redux, regia Richard Schechner
- Lenin's Shoe, regia Daniella Topol, Teatrul Lark, New York
- Aliens with Extraordinary Skills, regia Tea Alagic, Teatrul Julia Miles, New York [3]

## Volume de poezii
- Amor pe Sârmă Ghimpată, 1994 [4]
- Sfaturi pentru gospodine și muze, 1996 [4]
- Proscrisa-poem scenic, 1997 [4]
- Proscrisa, 2010 [4]